# Dornbracht

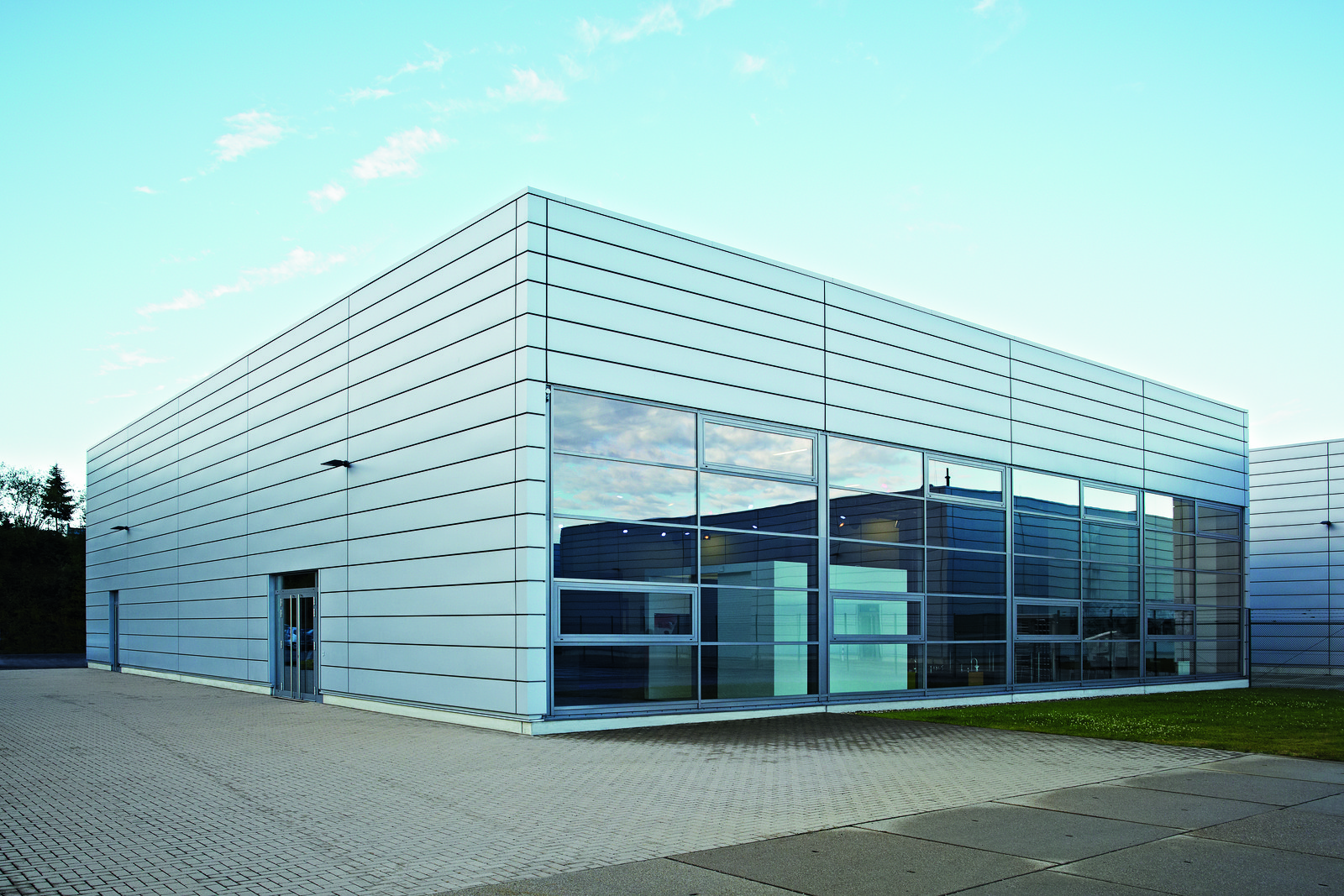
Dornbracht-Gebäude in Iserlohn

Die Dornbracht GmbH & Co. KG ist ein deutsches mittelständisches Unternehmen, das auf Designarmaturen und -accessoires für Bad, Spa und Küche spezialisiert ist. Der Unternehmenssitz ist im südwestfälischen Iserlohn.
Die Alape GmbH mit Sitz in Goslar, war ein 100-prozentiges Tochterunternehmen der ehemaligen Dornbracht AG & Co. KG. Alape stellte Anfang Juli 2023 beim zuständigen Amtsgericht Goslar einen Antrag auf Eröffnung des Insolvenzverfahrens. Mitte Oktober 2023 wurde Alape von der spanischen Roca-Gruppe übernommen.

## Geschichte

### Gründung und Anfangsjahre
Dornbracht wurde 1950 von Aloys F. Dornbracht (1893–1983) mit seinem Sohn Helmut in Iserlohn gegründet. Den Grundstein für die Entwicklung der Armaturenfabrik legte damals die Erfindung des ausziehbaren Auslaufs, dessen Einsatzgebiet für große Küchen konzipiert wurde. Mit diesem Auslauf konnte der Wasserstrahl über den Herden bequem zu den Kochtöpfen geleitet werden. Zudem war die Küche in Privathaushalten oft die einzige Wasserstelle. Das räumlich separierte Badezimmer wurde erst in den 1950er Jahren zum Standard.
Den wachsenden Bedarf bediente Dornbracht zunächst mit Standard-Armaturen unter der Marke Adia (Aloys Dornbracht Iserlohn Armaturen), aber bereits Ende der 1960er-Jahre brachte das Unternehmen mit der Entwicklung der Edition 2000 die erste Armatur im Hochpreissegment heraus, was 1977 zur Einführung der auf hochwertige Design-Armaturen spezialisierten Marke Dornbracht führte.

### 1980er und 1990er Jahre
1985 brachte das Unternehmen mit der von Dieter Sieger gestalteten Domani die erste bewusst als Designobjekt konzipierte Armatur auf den Markt. In den darauffolgenden Jahren wurde das Adia-Standardsegment aufgegeben und das Unternehmen unter der Marke Dornbracht fortgeführt.
1991 übernahmen Helmut Dornbrachts Söhne Matthias und Andreas die Unternehmensführung. Im darauffolgenden Jahr wurde die Armaturen-Serie Tara auf den Markt gebracht. Sie wurde mit zahlreichen Designpreisen ausgezeichnet, weltweit kopiert und gilt heute als ein Designklassiker.
Um sich zukünftig eine Sonderstellung auf dem Markt für Designprodukte zu sichern, beauftragte Dornbracht ab Mitte der 1990er Jahre verschiedene Künstler, sich mit dem Thema Badkultur zu beschäftigen. Durch die Zusammenarbeit mit Künstlern wurden neue Konzepte entwickelt. Im Jahr 1998 führte Dornbracht großformatige Kopfbrausen ein. Gleichzeitig erschloss sich die Marke zunehmend den Lebensraum Küche und integrierte die ersten Küchen-Armaturen ins Sortiment.

### 2000er- und 2010er-Jahre
Anfang der 2000er-Jahre entwickelte Dornbracht mit Mike Meiré das Projekt Energetic-Recovery-System. Die Installation, ein Konzept zum Thema Ritualbad, war das erste Zukunftsszenario der Serie Dornbracht Edges. Mit der Einführung des MEM Ritualbads etablierte Dornbracht 2003 die Zonierung des Bades. Der Armaturenhersteller ordnete jeder Handlung im Bad hierbei einem eigenen Bereich im Raum zu. 2007 entwickelte Dornbracht mit dem Symetrics ein auf einem Raster basierendes Armaturensystem. Ziel war es, neue Planungsmöglichkeiten für das Bad/Spa zu schaffen. Mit Einführung der sogenannten „Water Units“ erweiterte Dornbracht zudem 2008 sein Portfolio für die Küche erstmals um Becken.
Im selben Jahr kamen RainSky und die Balance Modules auf den Markt. Ersteres ist ein flächenbündig in die Decke eingelassenes Duschpaneel mit verschiedenen, der Natur nachempfundenen Wasserstrahlarten. Mit dem Konzept des Regenhimmels (engl. rain sky) wurde die Idee der Integration in die Raumarchitektur entwickelt. Weiterhin beschäftigte sich Dornbracht durch die Entwicklung und Einbindung neuester Technologien mit intelligenter Gebäudetechnik und durch die Inspiration aus Natur und Gesundheitsverständnissen mit ganzheitlichen Konzepten.
Im Jahr 2009 kam es durch den Großbrand einer benachbarten Chemiefabrik auch im Dornbracht-Werk zu einem Schaden in Höhe von 140 Mio. Euro, weshalb die Produktion für einige Monate stillstehen musste und der Umsatz für das Jahr um 40 Prozent einbrach. Dornbracht riet in der Vergangenheit zum Kauf bei Fachhändlern und -handwerkern. Begründet wurde dieser Standpunkt mit dem stattfindenden Wandel im Produktprogramm: weg vom simplen Wasserhahn mit Warm-/Kaltwasseranschluss, hin zu komplexeren Installationen mit elektronischer Ansteuerung und diversen unterschiedlich gearteten Auslässen. Entsprechende Vertragsklauseln strich Dornbracht zum 1. Januar 2012, nachdem das Bundeskartellamt seine kartellrechtlichen Bedenken mitgeteilt hatte.
In Form von Horizontal Shower führte Dornbracht 2012 eine Dusche ein, die im Liegen angewendet wird. 2013 stellte das Unternehmen die digitale Steuerungstechnik Smart Water für die Küche und das Bad vor. Weiterhin wurde im Jahr 2013 mit Sensory Sky das Konzept des Regenhimmels und 2018 mit Aquamoon die Idee einer in die Raumarchitektur integrierten Anwendung weiterentwickelt.

### Seit 2020
Im Jahr 2020 wurde Dornbracht von einer GmbH & Co. KG in die Dornbracht AG & Co. KG umgewandelt. Im Rahmen dieser Umfirmierung wurden die Mehrheitsanteile durch die Dortmunder Unternehmerfamilie Knauf übernommen.
Ende 2024 wurde die geschäftsführende Dornbracht Management AG in eine GmbH umgewandelt, deren Geschäftsführerin Caroline Schmitt wurde. Damit änderte sich die Rechtsform der Komplementärin und der Name der zentral operativ tätigen Gesellschaft von Dornbracht AG & Co. KG in nunmehr Dornbracht GmbH & Co. KG. Dornbracht ist damit weiterhin eine Kommanditgesellschaft. Die Geschäftsführung wurde Anfang 2025 um Christian Ennenbach erweitert.

## Badezimmer-Kartell
Wegen der Beteiligung am sog. „Badezimmer-Kartell“ in den Jahren 1992 bis 2002 musste Dornbracht ein Bußgeld von ca. 12,5 Mio. Euro bezahlen. Am Kartell waren auch die Unternehmen Hansgrohe, Villeroy & Boch, Duravit, Kludi und Hansa beteiligt.

## Sponsorings und Kunstprojekte
Sowohl aus Marketinggründen als auch zur Impulsgewinnung für Zukunftsperspektiven initiierte Dornbracht vor allem in den 1990er und 2000er Jahren Kooperationen mit bildenden Künstlern und Kulturschaffenden. Hierbei war die Statements-Publikationsreihe Ausgangspunkt für die Kulturprojekte, in der unterschiedliche Künstler, Musiker, Autoren, Architekten und Designer Arbeiten zu den Themen Wasser, Reinigung, Rituale und Kultur im Bad schufen. Die zuletzt unter dem Titel Culture Projects gebündelten Aktivitäten beinhalteten neben selbst initiierten Projekten auch Sponsorings von Ausstellungen zeitgenössischer Künstler in renommierten Museen, darunter das Guggenheim Museum und das MoMA in New York City, die Neue Nationalgalerie in Berlin und das Museum für Moderne Kunst in Frankfurt am Main.
Die hierbei geförderte Kunst drehte sich zunächst hauptsächlich um die Themen Körper und Wasser, später kamen noch Rituale hinzu. Gemeinsam mit der ETH Zürich initiierte Dornbracht im Jahr 2002 ein Projekt unter dem Titel Ritual-Architektur im Bad zur Erforschung zukunftsweisender Modelle für Räume der Pflege, Regeneration und Hygiene.
Darüber hinaus war Dornbracht in den Jahren 1999, 2001 und 2017 Hauptförderer des deutschen Beitrags auf der Biennale di Venezia. Die hierbei geförderten Künstler waren Rosemarie Trockel, Gregor Schneider und Anne Imhof.

## Unternehmensstruktur
Dornbracht entwickelt und produziert am einzigen Produktionsstandort im südwestfälischen Iserlohn Produkte und betreibt weltweit 19 Vertriebsniederlassungen. Das Produktionsmaterial wird nach eigenen Angaben zu 98 Prozent aus dem europäischen, davon 78 Prozent aus dem deutschen Markt zugekauft. Die Alape GmbH in Goslar, Hersteller von Waschbecken und Waschtischen aus glasiertem Stahl, war bis Juli 2023 ein Tochterunternehmen der Dornbracht AG & Co. KG. Dornbracht war von 2001 bis 2023 Lizenznehmer von Villeroy & Boch.

## Produkte
Badarmaturen-Serien bilden den Kern des Produktportfolios. Die Serien decken dabei die Anwendungsbereiche Waschtisch, Wanne, Dusche, WC und Bidet ab und beinhalten neben wasserführenden Produkten passende Accessoires. Bei den Spa-Produkten stehen Duschen im Vordergrund. Das Spektrum reicht von Design- über Regenduschen bis hin zu solchen mit Wellnessanwendungen. Für die Küche bietet Dornbracht Küchenarmaturen und Küchenspülen an. Das Angebot gliedert sich funktional und beinhaltet u. a. Auszieh-, Schwenk- und Brausefunktionen.

## Design

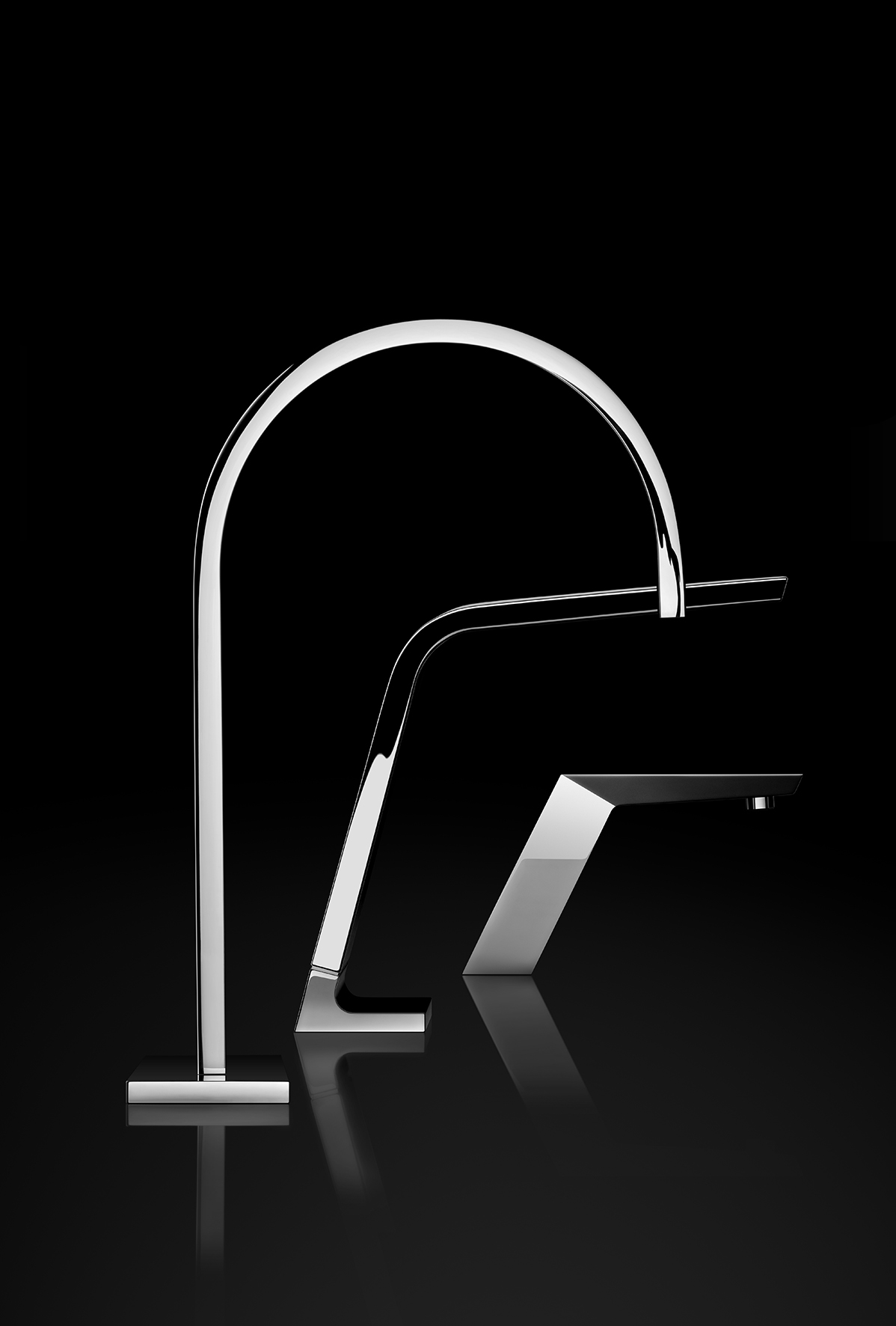
Beispiele für nach den Dornbracht-Prinzipien entwickelte Produkte

Die Formensprache von Dornbracht-Armaturen beruht auf fünf Prinzipien: Proportion, Präzision, Progressivität, Persönlichkeit und Performance. Das Produktportfolio wurde seit den 1980er Jahren von Dornbracht in Kooperation mit Sieger Design auf Basis dieser Prinzipien geprägt und orientiert sich an puristischen geometrischen Formen.
Mit der Einführung der Serie Tara prägte Dornbracht das Baddesign seit den 1990er Jahren, da sie mit ihren Design-Serien die Bedürfnisse nach zeitloser und ästhetischer Formgebung bedienten. Tara gilt heute als Klassiker im Bereich des Interior Designs.